# 新卡尔特亚
努埃瓦卡尔泰阿，是西班牙安达卢西亚自治区科尔多瓦省的一个市镇。总面积69平方公里，总人口5626人（2001年），人口密度82人/平方公里。